# Gordan Giriček
Gordan Giriček, né le 20 juin 1977 à Zagreb, est un ancien joueur de basket-ball croate, évoluant au poste d'arrière.

## Palmarès

### Club
- 5 fois champion de Croatie de 1997 à 2001.

### Sélection nationale
- Médaillé d'argent du championnat d'Europe junior en 1994.

### Distinctions personnelles
- MVP du All Star Game croate en 1998 et 2000.
- Vainqueur du concours à 3 points du All Star Game croate en 1998,1999 et 2000.
- Choisi en 40e position par les Mavericks de Dallas lors de la Draft 1999 de la NBA